# Henryk Janko
Henryk Stefan Janko (2. září 1807 Hošany – 9. prosince 1887 Hošany) byl rakouský politik polské národnosti z Haliče, během revolučního roku 1848 poslanec Říšského sněmu.

## Biografie
Jeho otcem byl vojenský lékař Jan Janko, původem z Uherska, který se na konci 18. století usadil v Haliči. Henryk Janko absolvoval Lvovskou univerzitu. Když roku 1830 vypuklo polské listopadové povstání, odjel do Varšavy a zapojil se do něj. Zúčastnil se coby dobrovolník několika bitev. Po povstání byl členem tajného spolku Związek Dwudziestu Jeden v Haliči. Roku 1846 byl členem povstaleckého výboru ve Lvově a unikal zatčení tím, že měnil místa pobytu. Roku 1849 se uvádí jako Heinrich Janko, statkář v obci Hošany (Hoszany).
Během revolučního roku 1848 se zapojil do veřejného dění. Patřil mezi malou skupinu statkářů, kteří dobrovolně předali rolníkům půdu. Stal se členem národní rady ve městě Rudky. Ve volbách roku 1848 byl zvolen i na ústavodárný Říšský sněm. Zastupoval volební obvod Komarno. Tehdy se uváděl coby majitel hospodářství. Náležel ke sněmovní levici. Hlasoval převážně s levicí a veřejně podporoval revoluční nálady. V roce 1849 podporoval přesun dobrovolníků z Haliče na pomoc revolucionářům v Uhersku.
V 50. letech byl aktivní ve spolku Galicyjskie Towarzystwo Gospodarcze. Na jaře roku 1859 odcestoval do Paříže. Po obnovení ústavního systému vlády v 60. letech se znovu zapojil do politiky a zasedl roku 1861 jako poslanec na Haličský zemský sněm, kde zastupoval kurii velkostatkářskou v obvodu Sambir. Opětovně působil jako zemský poslanec od roku 1870 do roku 1871 a znovu od roku 1877 až do své smrti (tentokrát již za IV. kurii). Sám své dlouhé politické angažmá v zemském sněmu odůvodňoval tím, že nechce, aby po něm jeho volební obvod získal ukrajinský kandidát. Na sněmu patřil k demokratům. Roku 1878 přešel do tzv. Samborské skupiny, která sdružovala statkáře kritické vůči politice většinového Polského klubu.
Aktivně podporoval polské lednové povstání roku 1863. V březnu 1864 byl zatčen, odsouzen na tři roky a odeslán do pevnosti Olomouc. Po jednom roce byl propuštěn, ale ještě roku 1867 nezískal potvrzení do funkce okresního maršálka s poukazem na to, že je politický podezřelý. Dlouhodobě ovšem zasedal v okresní radě, v okresní školní radě a byl předsedou okresní pobočky zemského kreditního spolku (Towarzystwo Kredytowe Ziemskie w Galicji). Ještě v 70. letech podporoval polské tajné spolky.
Zemřel v prosinci 1887. Cestou ze Lvova do domovských Hošan se nachladil, onemocněl zánětem pohrudnice a ulehl s těžkou horečkou.